# Bouëx
Bouëx é uma comuna francesa na região administrativa da Nova Aquitânia, no departamento de Charente. Estende-se por uma área de 15,64 km². Em 2010 a comuna tinha 904 habitantes (densidade: 57,8 hab./km²).